# Searsmont (Maine)
Pour l’article homonyme, voir Searsmont.
Searsmont est une ville américaine située dans le Comté de Waldo, dans le Maine. Selon le recensement de 2020, sa population est de 1 400 habitants.